# Miguel Ángel Angulo
Miguel Ángel Angulo Valderrey (Avilés, Asturias, España, 23 de junio de 1977) es un exfutbolista y entrenador español que jugaba de centrocampista o delantero. Actualmente dirige al Valencia C. F. Mestalla.

## Trayectoria
Formado en la cantera del Real Avilés, fichó por el Valencia C. F. en la temporada 1995-96, cuando competía con el Real Sporting de Gijón "B" en la Segunda División B. Tras pasar una temporada en el Valencia C. F. "B", fue cedido al Villarreal C. F. de Segunda División, donde destacó al anotar nueve goles. Tras esta temporada fue repescado por el Valencia para su primera plantilla. Aunque en sus inicios jugaba como delantero, de ahí que lograra unas aceptables marcas goleadoras al acabar la campaña, poco a poco fue reconvirtiendo su posición al interior derecho. Es aquí dónde ha jugado más partidos, si bien su polivalencia le ha hecho ocupar casi todas las demarcaciones en el campo, llegando a alinearse en cualquier posición en la delantera y en las bandas tanto derecha e izquierda ya sea en la defensa o en el centro del campo.
Durante el verano de 2004, Angulo estuvo a punto de fichar por el Arsenal F. C. El jugador asturiano había pasado ya el correspondiente chequeo médico y estuvo a punto de firmar un contrato que lo ligaba con el club londinense por cuatro años, cuando decidió dar marcha atrás y optó por renovar su contrato para permanecer en el Valencia. En octubre de 2007, la mala trayectoria del Valencia supuso la destitución del técnico Quique Sánchez Flores, que fue reemplazado por Ronald Koeman. Poco después de asumir las riendas del equipo, el entrenador neerlandés comunicó su intención de no volver a convocarlo y apartarlo del equipo al igual que a sus compañeros David Albelda y Santiago Cañizares.
Al llegar el mercado de invierno, Angulo recibió varias ofertas de clubes extranjeros, la más interesante del Manchester City F. C., pero el asturiano las rechazó todas por motivos económicos. A pesar de ello, no concretó la resolución de su contrato y siguió ligado a la disciplina valencianista, aunque sin ser convocado. En abril de 2008 el Valencia se proclamó campeón de la Copa del Rey, aunque ni Angulo ni el resto de apartados viajaron con la expedición valencianista a Madrid, sede de la final. Pocos días después, tras el cese de Ronald Koeman como técnico, el 27 de abril volvió a jugar, después de más de cuatro meses sin entrar en una convocatoria.
Al comienzo de la temporada 2009-10 fue apartado del grupo ya que Unai Emery no contaba con él. El 30 de agosto de 2009, el Sporting de Lisboa hizo oficial el fichaje de Angulo, pero el 5 de diciembre del mismo año rescindió su contrato por no cumplir las expectativas, por lo que el jugador quedó libre. Tras quince años en la élite, Miguel Ángel Angulo decidió poner fin a su carrera futbolística.

## Selección nacional
Fue internacional con España en las categorías sub-20, con la que se proclamó campeón de la Copa del Atlántico en 1997 y, posteriormente, disputó cinco encuentros y anotó un gol en el Mundial Juvenil de 1997; y sub-21, con la que disputó las Eurocopas de 1998 —en la que consiguió el campeonato— y de 2000.

### Participaciones en Juegos Olímpicos
| Torneo                | Sede   | Resultado        | Partidos | Goles |
| --------------------- | ------ | ---------------- | -------- | ----- |
| Juegos Olímpicos 2000 | Sídney | Medalla de plata | 5        | 1     |

## Estadísticas

### Clubes
| Club | Div.          | Temporada     | Liga  | Liga  | Copas nacionales(1) | Copas nacionales(1) | Torneos internacionales(2) | Torneos internacionales(2) | Total | Total |
| Club | Div.          | Temporada     | Part. | Goles | Part.               | Goles               | Part.                      | Goles                      | Part. | Goles |
| --- | ------------- | ------------- | ----- | ----- | ------------------- | ------------------- | -------------------------- | -------------------------- | ----- | ----- |
| Sporting de Gijón "B" · España | 2.ª B         | 1995-96       | 14    | 4     | —                   | —                   | —                          | —                          | 14    | 4     |
| Valencia C. F. "B" · España | 2.ª B         | 1995-96       | 15    | 2     | —                   | —                   | —                          | —                          | 15    | 2     |
| Villarreal C. F. · España | 2.ª           | 1996-97       | 32    | 9     | 5                   | 1                   | —                          | —                          | 33    | 10    |
| Valencia C. F. · España | 1.ª           | 1997-98       | 28    | 3     | 3                   | 3                   | —                          | —                          | 31    | 6     |
| Valencia C. F. · España | 1.ª           | 1998-99       | 36    | 8     | 6                   | 2                   | 10                         | 3                          | 52    | 13    |
| Valencia C. F. · España | 1.ª           | 1999-00       | 29    | 5     | 3                   | 0                   | 18                         | 3                          | 50    | 8     |
| Valencia C. F. · España | 1.ª           | 2000-01       | 28    | 0     | 2                   | 1                   | 10                         | 0                          | 40    | 1     |
| Valencia C. F. · España | 1.ª           | 2001-02       | 26    | 4     | 0                   | 0                   | 5                          | 2                          | 31    | 6     |
| Valencia C. F. · España | 1.ª           | 2002-03       | 24    | 4     | 4                   | 0                   | 11                         | 2                          | 39    | 6     |
| Valencia C. F. · España | 1.ª           | 2003-04       | 22    | 2     | 5                   | 1                   | 9                          | 2                          | 36    | 5     |
| Valencia C. F. · España | 1.ª           | 2004-05       | 25    | 3     | 3                   | 0                   | 5                          | 0                          | 33    | 3     |
| Valencia C. F. · España | 1.ª           | 2005-06       | 32    | 6     | 4                   | 0                   | 1                          | 0                          | 37    | 6     |
| Valencia C. F. · España | 1.ª           | 2006-07       | 36    | 6     | 3                   | 2                   | 10                         | 2                          | 49    | 10    |
| Valencia C. F. · España | 1.ª           | 2007-08       | 16    | 2     | 0                   | 0                   | 4                          | 0                          | 20    | 2     |
| Valencia C. F. · España | 1.ª           | 2008-09       | 11    | 0     | 3                   | 1                   | 2                          | 0                          | 16    | 1     |
| Valencia C. F. · España | Total club    | Total club    | 313   | 43    | 36                  | 10                  | 85                         | 14                         | 434   | 67    |
| Sporting C. P. Portugal | 1.ª           | 2009-10       | 4     | 0     | 2                   | 0                   | 3                          | 0                          | 9     | 0     |
| Total carrera | Total carrera | Total carrera | 378   | 58    | 43                  | 11                  | 86                         | 14                         | 505   | 83    |
| (1) Incluye datos de la Copa del Rey y Copa de Portugal. (2) Incluye datos de la Copa de la UEFA, Copa Intertoto y Liga de Campeones. |               |               |       |       |                     |                     |                            |                            |       |       |

## Palmarés

### Campeonatos nacionales
| Título              | Club           | País   | Año  |
| ------------------- | -------------- | ------ | ---- |
| Copa del Rey        | Valencia C. F. | España | 1999 |
| Supercopa de España | Valencia C. F. | España | 1999 |
| Campeonato de Liga  | Valencia C. F. | España | 2002 |
| Campeonato de Liga  | Valencia C. F. | España | 2004 |
| Copa del Rey        | Valencia C. F. | España | 2008 |

### Campeonatos internacionales
| Título              | Club                         | Sede       | Año  |
| ------------------- | ---------------------------- | ---------- | ---- |
| Eurocopa Sub-18     | Selección de España sub-18   | Grecia     | 1995 |
| Copa Intertoto      | Valencia C. F.               | Valencia   | 1998 |
| Eurocopa Sub-21     | Selección de España sub-21   | Rumania    | 1998 |
| Juegos Olímpicos    | Selección olímpica de España | Sídney     | 2000 |
| Copa de la UEFA     | Valencia C. F.               | Gotemburgo | 2004 |
| Supercopa de Europa | Valencia C. F.               | Mónaco     | 2004 |